# Toktokkus herero
Toktokkus herero (лат.) — вид жуков-чернотелок рода Toktokkus из подтрибы Molurina трибы Sepidiini (Pimeliinae, Tenebrionidae). Афротропика: Намибия.

## Этимология
Видовое название T. herero дано в честь народа гереро в Намибии, где обитает этот вид.

## Описание
Жуки-чернотелки средних размеров (длина тела около 2,5 см; ширина надкрылий около 1 см). Данный вид является единственным известным видом в этом роде с макроскопической пунктировкой на переднеспинке и волосками на надкрыльях. Этот вид можно дополнительно отличить от T. mashunus, T. mulleri, T. schultzei, T. vialis и T. waclawae по наличию микробугорков между рядами бугорков на надкрыльях. Этот вид, хотя и округлый, но гораздо более удлиненный, чем T. tschinkeli, и не имеет характерного для T. tschinkeli губчатого края простернума. Бугорки у этого вида меньше и менее заметны, чем у T. tuberculipennis и T. makuya. На склоне и боках надкрылий имеют бугорки (без соответствующих волосков) (отсутствуют на диске). Развит расширенный и более широкий у основания эпиплеврит, окружающий пятый вентрит. Вид был впервые описан в 2020 году и включён в состав рода Toktokkus из подтрибы Molurina трибы Sepidiini (Pimeliinae, Tenebrionidae).

## Распространение
Встречается в Афротропике: Намибия (Очиваронго).